# Березно (станція)
Березно — проміжна залізнична станція у селі Березно Холмського повіту Люблінського воєводства, Польща.
Розташована між станціями Вулька Окопська (6 км) та Холм (9 км). Станція має 4 колій 1435 мм та 1 — 1520 мм. Від станції відходить на схід під'їзна колія 1435 мм до терміналу Тезет. Колії 1435 мм електрифіковано, 1520 мм - ні.

## Історичні відомості
Станція відкрита 1910 року на вже наявній, відкритій 1877 року Привіслянської залізниці. Збереглася історична станційна будівля (нині закинута).
Електрифікована станція 1 червня 1984 року .

## Пасажирське сполучення
Приміські потяги з/до Дорогуська